# Línea Mannerheim

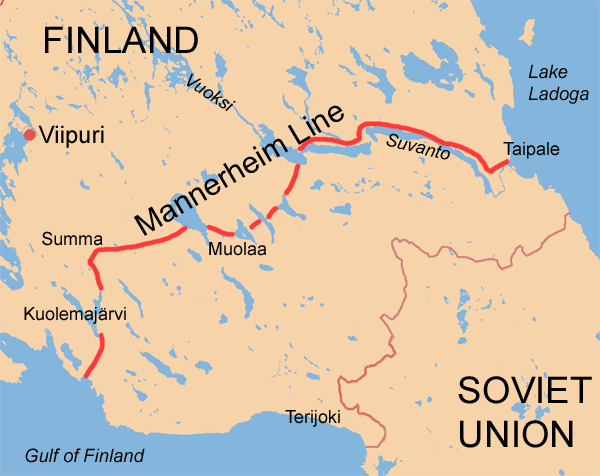
Mapa de la Línea Mannerheim.

La Línea Mannerheim fue un sistema defensivo de fortificaciones que se extendía a lo largo del Istmo de Carelia, construido antes de la guerra de Invierno por Finlandia para defenderse de la Unión Soviética. Sería uno de los más sangrientos escenarios del conflicto entre ambos países.
Su nombre procede de la denominación que le dieron los medios de comunicación, en honor a C. G. E. Mannerheim, mariscal de campo finlandés que obtuvo una gran reputación a raíz de la resistencia ofrecida por Finlandia contra la gigantesca maquinaria bélica de la Unión Soviética. Cabe destacar que muchas fuentes afirman que el término sería acuñado en origen por Jorma Gallen-Kallela, y después divulgado por los periodistas extranjeros.

## Estructura
La Línea estaba compuesta por alrededor de doscientos nidos de ametralladoras, abarcando desde la costa del golfo de Finlandia hasta Taipale, pasando por Summa y el río Vuoksi. El área que circundaba Summa fue considerada como el punto más vulnerable, y por ello, sería la más fortificada.
En la costa del golfo de Finlandia, la línea se apoyaría en el Fuerte Saarenpää, mientras que en la orilla del lago Ladoga, el eje defensivo principal sería el Fuerte Järisevä. Tales enclaves estarían armados con piezas de artillería de 5', 6' y 10'.
Al contrario que la Línea Maginot y otros sistemas similares de la época, la línea Mannerheim no se basaba en la sucesión de gigantescos búnkeres y líneas de dientes de dragón, sino que confiaba en el entorno y los accidentes geográficos para su eficacia. De esta manera, los finlandeses aprovechaban elementos tales como árboles caídos y gigantescas piedras para situar las posiciones defensivas. Todo ello se complementó con el perfeccionamiento de las técnicas de camuflaje, que permitían aprovechar al máximo tales núcleos fortificados.

## Historia
Los primeros planes para la construcción de una línea defensiva en el istmo de Carelia se plantean tras la guerra civil finlandesa, siendo Mannerheim su principal promotor. No obstante, no fueron tenidos en cuenta después de que este dimitiera tras la guerra. Finalmente, la línea sería construida durante los años 20 y 30.
Los primeros búnkeres se levantaron entre 1921 y 1924. La segunda fase comenzó en 1932, siendo interrumpida por la guerra de Invierno. Durante el conflicto, la línea soportaría la ofensiva soviética durante dos meses. El Fuerte Saarenpää sufriría varias veces el ataque de los acorazados "Marat" y "Oktyabrskaya Revolutsiya" entre los meses de diciembre de 1939 y enero de 1940. No obstante, su artillería conseguiría forzar a la armada soviética a regresar a su base de operaciones.
Durante la guerra, la propaganda de ambos contendientes exageró de manera notable la extensión y magnitud de la Línea Mannerheim. La justificación finlandesa era obvia, pues buscaban elevar la moral de las tropas, creando más expectativas de éxito entre los soldados. Por el lado soviético, se pretendía justificar el lento avance contra un enemigo que era varias veces inferior en número y armamento.
Como consecuencia directa, la capacidad defensiva de la Línea Mannerheim quedaría falseada en las fuentes históricas soviéticas, e igualmente, muchas fuentes occidentales mostrarían tal deformación histórica. En todo caso, la Línea Mannerheim se apoyaría principalmente en trincheras y otras fortificaciones menores. Los búnkeres tenían pequeñas dimensiones, y no podían albergar una guarnición numerosa. Igualmente, las piezas de artillería eran muy escasas.
Tras la guerra de Invierno, los ingenieros del Ejército Rojo eliminaron las instalaciones que aún permanecían en pie. No obstante, en la guerra de Continuación, tanto los finlandeses como los soviéticos trataron de aprovechar las ventajas ofrecidas por el entorno, pese a que la Línea no volvería a fortificarse, ni en la ofensiva de Finlandia de 1941, ni en el ataque soviético en 1944.